# Gastón Vietto
Gastón Vietto (Costa do Marfim, 6 de julho de 1990) é um ator, cantor, compositor e músico argentino.[carece de fontes?] Marfinense de nascimento, se mudou para La Rioja, argentina, ainda pequeno.
Ficou mais conhecido por seus papéis em Peter Punk e Soy Luna.

## Carreira
Gastón apareceu pela primeira vez na TV em 2007, no reality show da Disneyː High School Musicalː A Seleção, onde foi selecionado e participou do filme, que estreou no ano seguinte.
Em 2009 fez uma participação especial na terceira temporada de Casi Ángeles. Em 2010 estreou Mateo na série do Disney XD, Peter Punk. A série teve três temporadas, e acabou em 2013. Ainda tendo acabado, a série proporcionou mais pontos na carreira em participações especiais. Em 2012, ainda na exibição da série, Gastón fez junto com os Rock Bones, uma participação em Quando toca o sino, a versão argentina, com o mesmo personagem de Peter Punk. Em 2014 foi à Violetta, também como Mateo, na segunda temporada.
Em 2015 foi confirmado que estaria na série do Disney Channel, Soy Luna, como Pedro Arias. Em 2016, se formou na Universidade Argentina da Empresa. Ainda em 2016 a série estreou e logo foi confirmada uma segunda, que estreou em 2017, e para uma terceira, que vai foi ar em 2018. Compôs a música "Decirte lo que siento", e cantou cerca de 22 músicas.
Em 2018, cantou o hino nacional da Argentina, no jogo de seu país de origem contra o México. 
No dia 24 de setembro lançou seu primeiro disco chamado VIETTO, composto por 12 canções.

## Filmografia

### Cinema
| Ano  | Título                          | Personagem | Notas           |
| ---- | ------------------------------- | ---------- | --------------- |
| 2008 | High School Musicalː El Desafío | Gastón     | Co-Protagonista |

### Teatro
| Ano       | Título                            | Personagem  | Notas                                 |
| --------- | --------------------------------- | ----------- | ------------------------------------- |
| 2007      | High School Musical: La Selección | Ele mesmo   | Participante e parte dos 8 finalistas |
| 2009      | Casi Ángeles                      | Maxi        | Participação                          |
| 2011-2013 | Peter Punk                        | Mateo       | Protagonista                          |
| 2012      | Cuando toca la campana            | Mateo       | Participação Especial                 |
| 2013-2014 | Violetta                          | Mateo       | Elenco Recorrente                     |
| 2016-2018 | Soy Luna                          | Pedro Arias | Elenco Regular (119 episódios)        |

| Ano  | Título                | Personagem  | Ref.        | Notas         |
| ---- | --------------------- | ----------- | ----------- | ------------- |
| 2017 | Soy Luna en concierto | Pedro Arias | [ 4 ] [ 5 ] | Turnê musical |
| 2018 | Soy Luna Live         | Pedro Arias | [ 4 ] [ 5 ] | Turnê musical |
| 2018 | Soy Luna en vivo      | Pedro Arias | [ 4 ] [ 5 ] | Turnê musical |

## Discografia
| Trilhas sonoras         | Trilhas sonoras | Trilhas sonoras                   |
| Ano                     | Canção | Álbum                             |
| ----------------------- | --- | --------------------------------- |
| 2007                    | "Actuar, Cantar, Bailar" | Actuar, bailar, cantar            |
| 2007                    | "Unidos" (com elenco de HSM La Selección) | Actuar, bailar, cantar            |
| 2007                    | "Me va a extrañar" | Actuar, bailar, cantar            |
| 2007                    | "Actuar, Cantar, Bailar (Versión corta)" (com elenco de HSM La Selección) | Actuar, bailar, cantar            |
| 2007                    | "¿Que viene aquí?" (com elenco de HSM La Selección) | Sueños                            |
| 2007                    | "Si se lo contás" (com Juan Macedonio, Walter Bruno, Sofía Agüero, Delfina Peña e Valeria Baroni)                                                                                                  | Sueños                            |
| 2007                    | "Eres la Música en Mí" (com Valeria Baroni) | Sueños                            |
| 2007                    | "Nunca Es Tarde Para Mí" | Sueños                            |
| 2007                    | "Todos Para Uno" (com elenco de HSM La Selección) | Sueños                            |
| 2007                    | "Algo Empieza a Cambiar" (com elenco de HSM La Selección) | Sueños                            |
| 2007                    | "Tu sueño" (com elenco de HSM La Selección) | Sueños                            |
| 2007                    | "Actuar, Bailar, Cantar (versión acústica)" (com elenco de HSM La Selección) | Sueños                            |
| 2007                    | "Actuar, Bailar, Cantar (versión rápida)" (com elenco de HSM La Selección) | Sueños                            |
| 2007                    | "Para Siempre" (com elenco de HSM La Selección) | Sueños                            |
| 2011                    | "Súper Realidad" (com Juan Ciancio e Guido Pennelli) | Peter Punk                        |
| 2011                    | "Família Punk" (com Juan Ciancio e Guido Pennelli) | Peter Punk                        |
| 2011                    | "Mi Abuelo me Contó" (com Juan Ciancio e Guido Pennelli) | Peter Punk                        |
| 2011                    | "Mi Perdición" (com Juan Ciancio e Guido Pennelli) | Peter Punk                        |
| 2011                    | "Es una Sensación" (com Juan Ciancio e Guido Pennelli) | Peter Punk                        |
| 2011                    | "Este es mi Lugar" (com Juan Ciancio e Guido Pennelli) | Peter Punk                        |
| 2011                    | "Somos Invencíveis" (com Juan Ciancio e Guido Pennelli) | Peter Punk                        |
| 2011                    | "Mi Verdad" (com Juan Ciancio e Guido Pennelli) | Peter Punk                        |
| 2011                    | "Boys Don’t Cry" (com Juan Ciancio e Guido Pennelli) | Peter Punk                        |
| 2011                    | "Cómo Será el Futuro?" (com Juan Ciancio e Guido Pennelli) | Peter Punk                        |
| 2011                    | "Amigos Siempre" (com Juan Ciancio e Guido Pennelli) | Peter Punk                        |
| 2011                    | "Somos Invencibles" (com Juan Ciancio e Guido Pennelli) | Peter Punk                        |
| 2012                    | "Verano" | Phineas y Ferb                    |
| 2012                    | "Mi perdición (com Martina Stoessel, Juan Ciancio e Guido Pennelli) | Cantar es lo que soy              |
| 2013                    | "Tonight" (com Juan Ciancio e Guido Pennelli) | Paso el tiempo (Pensando em Você) |
| 2013                    | "Paso El Tiempo" (com Juan Ciancio e Guido Pennelli) | Paso el tiempo (Pensando em Você) |
| 2013                    | "BB" (com Juan Ciancio e Guido Pennelli) | Paso el tiempo (Pensando em Você) |
| 2013                    | "Para Siempre" (com Juan Ciancio e Guido Pennelli) | Paso el tiempo (Pensando em Você) |
| 2013                    | "Amuleto" (com Juan Ciancio e Guido Pennelli) | Paso el tiempo (Pensando em Você) |
| 2013                    | "Stop" (com Juan Ciancio e Guido Pennelli) | Paso el tiempo (Pensando em Você) |
| 2013                    | "Mi Chica Ideal" (com Juan Ciancio e Guido Pennelli) | Paso el tiempo (Pensando em Você) |
| 2013                    | "Come On" (com Juan Ciancio e Guido Pennelli) | Paso el tiempo (Pensando em Você) |
| 2013                    | "Vacaciones" (com Juan Ciancio e Guido Pennelli) | Paso el tiempo (Pensando em Você) |
| 2013                    | "No Me Mientas Mas" (com Juan Ciancio e Guido Pennelli) | Paso el tiempo (Pensando em Você) |
| 2013                    | "Alta Imaginacion" (com Juan Ciancio e Guido Pennelli) | Paso el tiempo (Pensando em Você) |
| 2013                    | "Pensando em Você" (com Juan Ciancio e Guido Pennelli) | Paso el tiempo (Pensando em Você) |
| 2013                    | "Cuatro vientos" (com Martina Stoessel, Juan Ciancio e Guido Pennelli) | Violetta en vivo                  |
| 2016                    | "Valiente" (coro de fundo) | Soy Luna                          |
| 2016                    | "Un destino" (com Michael Ronda e Lionel Ferro) | Soy Luna                          |
| 2016                    | "I'd Be Crazy" (com Ruggero Pasquarelli, Michael Ronda, Lionel Ferro, Jorge López & Agustín Bernasconi)                                                                                            | Soy Luna                          |
| 2016                    | "Invisibles" (com Michael Ronda e Lionel Ferro) | Soy Luna                          |
| 2016                    | "Camino" (com Elenco de Soy Luna) | Soy Luna                          |
| 2016                    | "Vuelo" (com Elenco de Soy Luna) | Música en ti                      |
| 2016                    | "A rodar mi Vida" (com Elenco de Soy Luna) | Música en ti                      |
| 2016                    | "Valiente (Radio Disney Vivo)" (com Karol Sevilla, Michael Ronda e Lionel Ferro) | Música en ti                      |
| 2016                    | "Alas (Radio Disney Vivo)" (com Elenco de Soy Luna) | Música en ti                      |
| 2017                    | "Alzo Mi Bandera" (com Michael Ronda e Lionel Ferro) | La vida es un sueño<</ref>        |
| 2017                    | "Valiente" (com Elenco de Soy Luna) | La vida es un sueño<</ref>        |
| 2017                    | "Linda" (com Lionel Ferro e Michael Ronda) | La vida es un sueño<</ref>        |
| 2017                    | "Cuenta Conmigo" (com Elenco de Soy Luna) | La vida es un sueño<</ref>        |
| 2017                    | "I've got a Feeling" (com Karol Sevilla, Chiarra Parravicini, Valentina Zenere, Ruggero Pasquarelli, Michael Ronda e Lionel Ferroo)                                                                | La vida es un sueño<</ref>        |
| 2017                    | "Footloose" (com Elenco de Soy Luna) | La vida es un sueño<</ref>        |
| 2017                    | "Siempre Juntos (Versão Grupal)" (com Elenco de Soy Luna) | La vida es un sueño<</ref>        |
| 2017                    | "Pienso" (com Michael Ronda e Lionel Ferro) | La vida es un sueño<</ref>        |
| 2018                    | "Modo Amar" (com Karol Sevilla, Ruggero Pasquarelli, Michael Ronda, Lionel Ferro, Carolina Kopelioff, Jorge López, Chiara Parravicini, Ana Jara, Malena Ratner e Katja Martínez)                   | Modo Amar                         |
| 2018                    | "Decirte lo que siento" | Modo Amar                         |
| 2018                    | "Si Lo Sueñas Claro" (com Karol Sevilla, Ruggero Pasquarelli, Michael Ronda, Lionel Ferro, Carolina Kopelioff, Jorge López, Jandino, Chiara Parravicini, Ana Jara, Malena Ratner e Katja Martínez) | Modo Amar                         |
| 2018                    | "Todo Puede Cambiar" (com Elenco de Soy Luna) | Modo Amar                         |
| 2018                    | "Nadie Como Tú" (com Ruggero Pasquarelli, Michael Ronda, Jorge López, Agustín Bernasconi e Lionel Ferro)                                                                                           | Modo Amar                         |
| 2021                    | | Modo Amar                         |
| "Online"                | VIETTO |                                   |
| "Regreso"               | VIETTO |                                   |
| "La Máquina Del Tiempo" | VIETTO |                                   |
| "Sin Alas"              | VIETTO |                                   |
| "Luces"                 | VIETTO |                                   |
| "Refugiado"             | VIETTO |                                   |
| "Diosa del infierno"    | VIETTO |                                   |
| "Zona Liberada"         | VIETTO |                                   |
| "A P.D.T.S"             | VIETTO |                                   |
| "Desaprender"           | VIETTO |                                   |
| "Lado B"                | VIETTO |                                   |
| "Hijo del Atlantis"     | VIETTO |                                   |

1. ↑  https://gabbah.com/2017/04/18/gaston-vietto-de-soy-luna-la-musica-es-un-pilar-en-mi-vida/, Gabbah, Consultado em 28 de julho de 2017
2. ↑  https://www.estereofonica.com/television/gaston-vietto-se-suma-al-elenco-de-soy-luna-la-nueva-serie-de-disney/, Estereofonica, Consultado em 28 de julho de 2017
3. ↑  Redação (24 de novembro de 2018). «Gastón Vietto - La voz del Himno Nacional». Diario UNO. Consultado em 1 de dezembro de 2018
4. ↑  El Tribuno (25 de abril de 2018). «Soy Luna en Vivo, lo mejor del show que llega a Salta en julio». El Tribuno. Consultado em 30 de abril de 2018
5. ↑  ALDÍADALLAS (26 de abril de 2018). «Karol Sevilla se presentará con el show de 'Soy Luna' en el Verizon Theatre». ALDÍADALLAS. Consultado em 26 de abril de 2018